# IC 1281
IC 1281 ist eine Galaxie vom Hubble-Typ S im Sternbild Herkules am Nordsternhimmel. Sie ist schätzungsweise 615 Millionen Lichtjahre von der Milchstraße entfernt.
Das Objekt wurde am 28. Mai 1889 von Lewis Swift entdeckt.